# Daily Times of Nigeria
Daily Times of Nigeria er en nigeriansk nyhedsavis med hovedkvarter i Lagos. The Daily Times of Nigeria blev grundlagt i 1927 af V. R. Osborne, L. A. Archer, R. Burrow og Adeyemo Alakija under navnet The Nigerian Daily Times; navnet blev ændret den 30. maj 1963.
1. ↑  Navnet er anført på bokmål og stammer fra Wikidata hvor navnet endnu ikke findes på dansk.
2. ↑  Navnet er anført på engelsk og stammer fra Wikidata hvor navnet endnu ikke findes på dansk.